# Achalinus formosanus
Achalinus formosanus ist eine Schlangenart der Gattung Achalinus, die zur Familie der Höckernattern (Xenodermidae) gehört.

## Merkmale

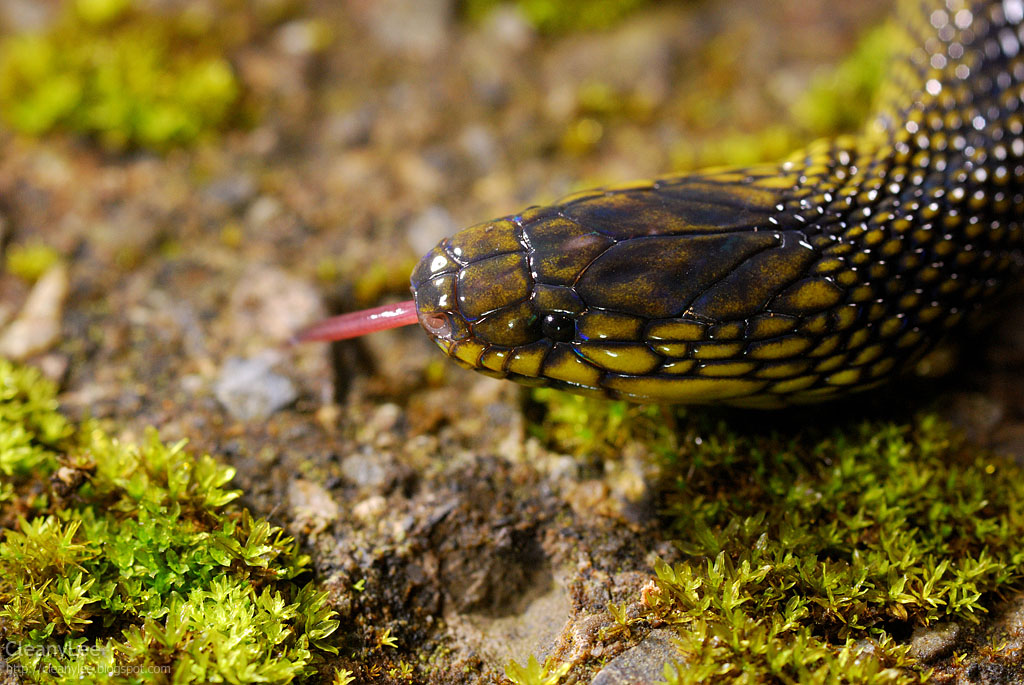
Kopf von Achalinus formosanus formosanus

Achalinus formosanus ist eine kleine Schlangenart mit einem schlanken, zylindrischen Körper. Die Anzahl der Subcaudalia liegt bei 96 bis 97. Dorsal weisen die Nattern 25 bis 27 Schuppenreihen auf.
Die japanische Unterart A. f. chigirai hat eine Gesamtlänge von 37 bis 45 Zentimetern. Dorsal ist sie schwarzbraun mit einem median verlaufenden, undeutlichen, schwarzen Streifen. Der Bauch hat eine leicht gelblich-cremefarbene oder hellgraue Farbe und ist am Schwanz tendenziell etwas dunkler als am Rumpf.
Zwei weitere in Japan verbreitete und äußerlich ähnliche Arten der Gattung Achalinus sind Achalinus spinalis und Achalinus werneri.
Die Anzahl der Subcaudalia unterscheidet sich bei A. formosanus mit 96–97 Schuppen von A. spinalis (62–83 Schuppen) und die Anzahl der dorsalen Schuppenreihen unterscheidet sich mit 25 bis 27 von A. spinalis und A. werneri (21 bis 23).
Auf Taiwan ist neben Achalinus formosanus auch die Art Achalinus niger verbreitet. A. spinalis und A. werneri kommen dort dagegen nicht vor.

## Lebensweise
Achalinus formosanus ernährt sich von Regenwürmern und ähnlichen Wirbellosen nach denen sie nachts im Erdboden wühlt. Die Art ist ovovivipar. Die Brutzeit ist im August.

## Verbreitungsgebiet und Gefährdung

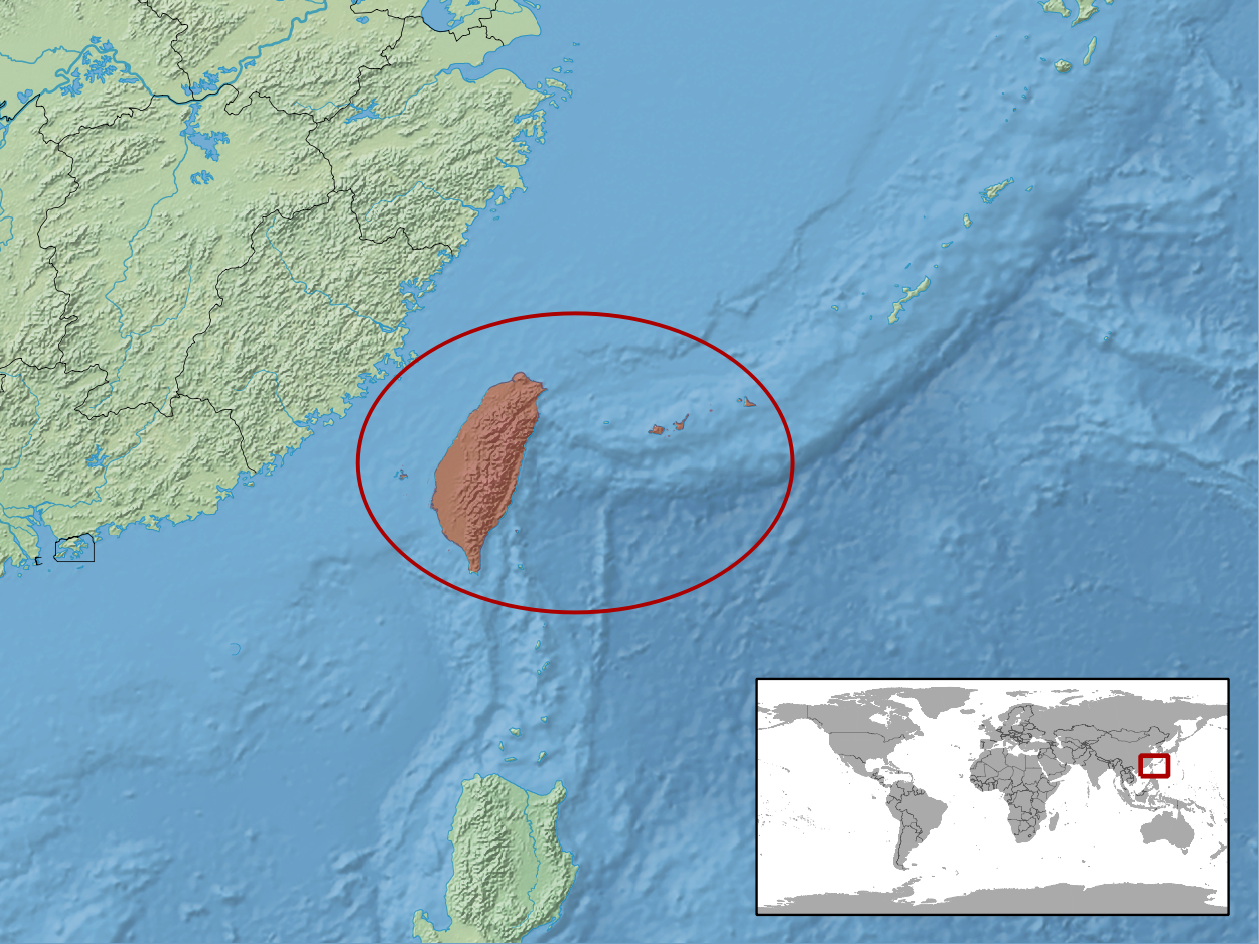
Verbreitungsgebiet von Achalinus formosanus

Achalinus formosanus ist in Taiwan und auf den japanischen Yaeyama-Inseln verbreitet. Dabei verteilt sich die Unterart A. f. chigirai (jap. ヤエヤマタカチホヘビ, Yaeyama-Takachiho-Hebi) auf die Yaeyama-Inseln (Ishigaki-jima und Iriomote-jima) und A. f. formosanus auf Taiwan.
Die Natternart lebt vorzugsweise in Wäldern, in denen die Feuchtigkeit des Waldbodens das ganze Jahr über aufrechterhalten wird, und an Orten mit umgestürzten Bäumen und Steinmauern, die ihr als Schutz dienen. Die Unterart in Taiwan lebt in den Bergwäldern auf Höhen von etwa 1000 bis 2000 Metern.
Die IUCN stuft die Art als nicht gefährdet („Least Concern“) ein. Die Unterart Achalinus formosanus chigirai ist auf der nationalen Roten Liste gefährdeter Reptilien Japans von 2020 dagegen als gefährdet („Vulnerable“) eingestuft. Die Schlangen der Unterart sind schwer zu finden und insgesamt konnten bisher nur 10 Exemplare gesammelt werden, sodass keine genauen Daten über den Populationsbestand bekannt sind. Ihr Verbreitungsgebiet hat eine Gesamtfläche von weniger als 550 km². Aufgrund der zunehmenden Fragmentierung ihrer Lebensräume wird von einem negativen Populationstrend ausgegangen. Eine weitere Bedrohung stellen auf Ishigaki-jima eingeführte Arten wie Aga-Kröten, Blaue Pfauen und Japan-Wiesel dar.

## Systematik
Die Art wurde 1908 von dem belgisch-britischen Zoologen Georg Boulenger erstbeschrieben. Das Artepitheton ist nach ihrem Hauptverbreitungsgebiet Taiwan (=Formosa) benannt.
Es werden zwei Unterarten unterschieden:
- Achalinus formosanus chigirai Ota & Toyama, 1989
- Achalinus formosanus formosanus Boulenger, 1908